# Вилча Глова (герб)

Герб Вилча Глова — по версии 1734 года

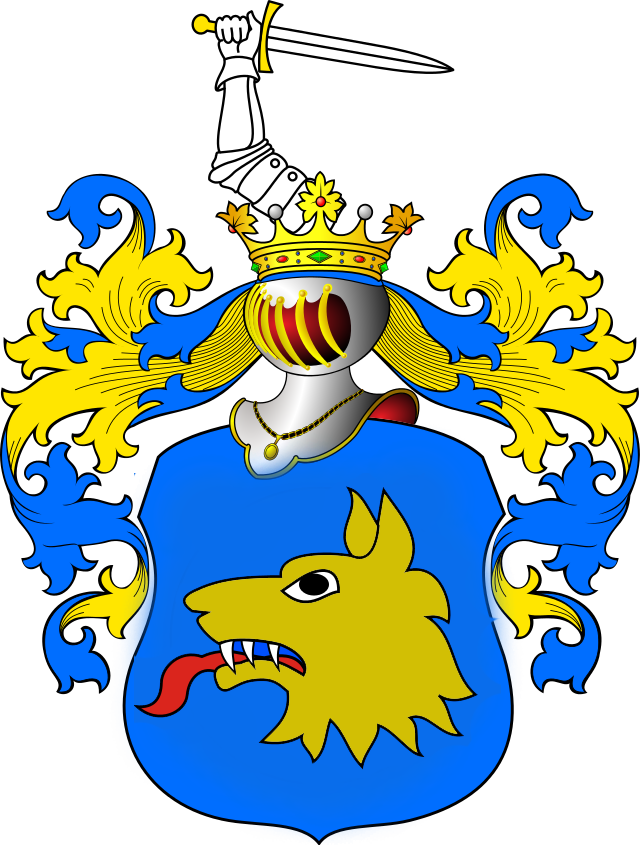
Герб Вилча Глова — по версии 1755 года

Вилча Глова (пол. Wilcza Głowa, Klejna, Kleyna, Kleyn) — польский дворянский герб.

## Происхождение
Герб происхождения прусского, известен с 1662 года. Герб был присвоен капитану драгун Ежи Клейну. В 1734 году его сын, Ян Людвик Клейн, изменил герб, дополнив его. В свою очередь, его сын, Францишек, в 1755 году вновь изменил герб, вернувшись к оригинальной версии.

## Описание
В синем поле голова волка.

## Роды — носители герба
Клейн (Klejn, Kleyn, Kleyna).

## Персоналии
- Ежи Клейн (1624—1681) — драгун, полковник польской королевской армии, получил титул шляхетский в 1662 году из рук короля Яна Казимира.
- Ян Людвик Клейн (1668—1749) — польский шляхтич, майор коронных войск, комиссар и субделегат повята Валецкого.
- Францишек Клейн (1717—1779) — польский шляхтич, бургграф, комиссар, писарь и субделегат повята Валецкого в 1757—1779 годах.